# Pyskočely
Pyskočely jsou vesnice v okrese Praha-východ, součást obce Vlkančice. Nachází se 2,5 kilometru jihozápadně od Vlkančic. Vede jimi silnice II/335 a protéká Nučický potok, který se na západním okraji vsi vlévá do Sázavy.

## Historie
První písemná zmínka o vesnici pochází z roku 1436. Pyskočely byly majetkem sázavského kláštera, ale král Zikmund je tehdy zastavil Janu Zajímačovi z Kunštátu. Vesnice zůstala v klášterním vlastnictví až do zrušení patrimoniální správy, ale na začátku šestnáctého století z části vsi vzniklo malé panství, jehož součástí bývala tvrz s mlýnem a dvorem. Jediná zmínka o ní je z roku 1534, kdy byl jejím majitelem Jiří Pryšek z Větřní. Po něm byl šlechtický díl vsi znovu sloučen s klášterním a nepotřebná tvrz zanikla.